# Cassandra Ciangherotti
Casandra Ciangherotti (Cuernavaca, Morelos, 14 de febrero de 1987) es una actriz de cine, teatro y televisión mexicana. Proveniente directa de la familia de actores Los Soler, es hija del fallecido actor Fernando Luján y hermana de la actriz Vanessa Ciangherotti, del actor Fernando Ciangherotti y el director Fernando Canek.

## Inicios
En 2007 debuta en la gran pantalla con el thriller mexicano Hasta el viento tiene miedo. Obtiene su primer papel protagonista en la película Viaje redondo (2009), de Gerardo Tort, personaje que le valió el reconocimiento a Mejor Actriz en el Festival International du Film D’Amiens. Tiempo después, filmó Paradas continuas (2009), de Gustavo Loza. En televisión participó en la serie Locas de Amor bajo la producción de Carmen Armendariz.
En 2010, filmó las películas internacionales El Baile de San Juan (México-España-Francia) de Francisco Athié y También la lluvia (España-México-Bolivia) de la aclamada directora española Icíar Bollaín. Después regresa a la Ciudad de México a rodar la historia basada en hechos reales Tlatelolco.
En teatro ha participado en las obras La piel en llamas, de Benjamín Cann, en la ópera Don Giovanni de Mauricio García Lozano y Los Ingrávidos de Fernando Bonilla.[cita requerida]
En 2014, vuelve a explorar la comedia en la película Tiempos Felices de Luis Javier M. Henaine y Cantinflas de Sebastián del Amo. Su más reciente trabajo, Las horas contigo (2015), ópera prima de Catalina Aguilar Masttreta, le valió la nominación de la Academia Mexicana de Artes y Ciencias Cinematográficas AMACC a Mejor Actriz.[cita requerida]
Cassandra Ciangherotti fue profesora del taller "Busco Equivocarme" en Tonalá 66, espacio cultural creado por José María Yazpik y Johanna Murillo en la Colonia Condesa.

## Filmografía

### Cine
| Año  | Título                      | Rol                  | Notas        |
| ---- | --------------------------- | -------------------- | ------------ |
| 2024 | Cuerpo escombro             | Beatriz              |              |
| 2023 | Familia                     | Julia                |              |
| 2022 | Lunáticos                   |                      |              |
| 2021 | El comediante               | Leyre                |              |
| 2020 | Tulipán                     | Elise                | Cortometraje |
| 2019 | Solteras                    | Ana                  |              |
| 2018 | El aire delgado             | Sonia                | Cortometraje |
| 2018 | Camila                      | Carmen               | Cortometraje |
| 2018 | Las niñas bien              | Alejandra            |              |
| 2018 | El club de los insomnes     | Danny                |              |
| 2018 | Tiempo compartido           | Eva                  |              |
| 2017 | Opus Zero                   | Fernanda             |              |
| 2017 | Cygnus                      | Diana Hernández      |              |
| 2016 | Me estás matando Susana     | Marta                |              |
| 2016 | Espero que estés bien       | Mesera               | Cortometraje |
| 2015 | La Pascualita               | Hija                 | Cortometraje |
| 2015 | Los parecidos               | Irene                |              |
| 2014 | Tiempos felices             | Mónica Villalobos    |              |
| 2014 | Cantinflas                  | Estela Pagola        |              |
| 2014 | Las horas contigo           | Ema                  |              |
| 2013 | Ni Aquí Ni Allá             |                      | Cortometraje |
| 2013 | Tlatelolco, verano del 68   | Ana María            |              |
| 2012 | El pescador                 |                      | Cortometraje |
| 2011 | Perdido por Antonia         | Antonia              | Cortometraje |
| 2010 | El baile de San Juan        | Victoria de la Villa |              |
| 2010 | También la lluvia           | María                |              |
| 2009 | Paradas continuas           | Lisa                 |              |
| 2009 | Viaje redondo               | Fernanda             |              |
| 2008 | Kada kien su karma          | Inés                 |              |
| 2007 | Hasta el viento tiene miedo | Andrea               |              |

### Televisión
| Año  | Título                   | Rol             | Notas        |
| ---- | ------------------------ | --------------- | ------------ |
| 2025 | La liberación            | Natalia         | 7 episodios  |
| 2023 | Las viudas de los jueves | Mavi Guevara    | 6 episodios  |
| 2022 | Marea alta               | Maya Marín      | 10 episodios |
| 2019 | Los Espookys             | Úrsula          | 12 episodios |
| 2010 | Los Minondo              | Isabel San Juan | 6 episodios  |
| 2010 | Para volver a amar       | Laila           | 31 episodios |
| 2010 | Locas de amor            | Frida           | 25 episodios |

### Teatro
| Año         | Obra                                        |
| ----------- | ------------------------------------------- |
| 2004        | Casa 2                                      |
| 2005        | Pop Corn                                    |
| 2007        | Una rosa con otro nombre                    |
| 2010        | Inmigrantes con habilidades extraordinarias |
| 2011        | La piel en llamas                           |
| 2012        | El efecto de los rayos gamma                |
| 2013 y 2014 | Los ingrávidos                              |
| 2017        | Romeo y Julieta                             |
| 2018        | Señorita Julia                              |
| 2019        | Black Bird                                  |

## Premios y reconocimientos

### Premios Ariel
| Año  | Categoría                  | Trabajo nominado        | Resultado |
| ---- | -------------------------- | ----------------------- | --------- |
| 2015 | Mejor Actuación Femenina   | Las horas contigo       | Nominada  |
| 2016 | Mejor Coactuación Femenina | Tiempos felices         | Nominada  |
| 2018 | Mejor Actuación Femenina   | Tiempo compartido       | Nominada  |
| 2019 | Mejor Coactuación Femenina | El club de los insomnes | Nominada  |
| 2019 | Mejor Coactuación Femenina | Las niñas bien          | Nominada  |
| 2020 | Mejor Actuación Femenina   | Solteras                | Nominada  |
| 2024 | Mejor Actuación Femenina   | Familia                 | Nominada  |